# Giro d’Italia 2022/7. Etappe
Die 7. Etappe des Giro d’Italia 2022 fand am 13. Mai 2022 statt und führte in den südlichen Ausläufer des Apennin (Appennino meridionale). Auf der Strecke von Diamante nach Potenza standen 196 Kilometer und 4510 Höhenmeter auf dem Programm. Nach der Etappe hatten die Fahrer insgesamt 1139,2 Kilometer zurückgelegt haben, was 33 % der Gesamtdistanz der 105. Austragung des italienischen Etappenrennens entsprach. Die Organisatoren der Rundfahrt bewerteten die Schwierigkeit der Etappe mit vier von fünf Sternen (media difficoltà).

## Streckenführung
Der neutralisierte Start erfolgte in Diamante unmittelbar an der Küste. Anschließend ging es durch die Kleinstadt, ehe sie in Richtung Norden verlassen wurde. Bei Cirella erreichten die Fahrer die SS18, auf der das Rennen wenig später nach 6 Kilometern frei gegeben wurde.
Nach dem offiziellen Start ging es entlang der Küste in Richtung Norden. Dabei wurde auch Scalea, der Zielort der 6. Etappe, durchfahren. Nach 36,6 Kilometern erreichten die Fahrer Maratea, wo der erste Anstieg des Tages begann. Vorbei am Christus von Maratea ging es landeinwärts auf den Passo Colla (594 m). Dieser Anstieg war als Bergwertung der 3. Kategorie klassifiziert und wies auf einer Länge von 9,3 Kilometern eine durchschnittliche Steigung von 4,5 % auf. Nach der anschließenden Abfahrt ging es weiter in Richtung Norden und es folgte der zweite Anstieg des Tages. Von Lauria (480 m) aus führte eine unrhythmische Steigung über 24,4 Kilometer auf den Monte Sirino (1402 m). Dieser Anstieg der 1. Kategorie wurde nach 90,1 gefahrenen Kilometern überquert und hat eine durchschnittliche Steigung von nur 3,8 %. Dies war jedoch den zahlreichen kurzen Abfahrten und Flachstücken geschuldet.
Auf der zweiten Hälfte der Etappe wurde nach 126 Kilometern der erste Zwischensprint in Viggiano (949 m) am Ende einer rund fünf Kilometer langen Steigung ausgetragen. Nach einer kurzen Abfahrt folgte mit dem Montagna Grande di Viggiano (1405 m) eine Bergwertung der 2. Kategorie. Der Anstieg wurde nach 135,6 Kilometern überquert und wies auf seinen 6,6 Kilometern eine durchschnittliche Steigung von 9,1 % auf. Im Anschluss ging es auf hügeligem Terrain weiter Richtung Norden. Die letzte Bergwertung des Tages, La Sellata (1255 m) wurde 23,8 Kilometer vor dem Ziel passiert und war als Anstieg der 3. Kategorie klassifiziert (7,8 km bei 5,9 %). Im Anschluss ging es über Pignola bergab zum Zielort Potenza.
In Potenza folgte ein kurzer steiler Anstieg über die Via Nicola Vaccaro an deren Ende im Zentrum der Stadt, sieben Kilometer vor dem Ziel, die zweite Sprintwertung abgenommen wurde. Anschließend folgte eine kurze Abfahrt, ehe die letzten 350 Meter mit einer Steigung von 8,8 % (max. 10%) ins Ziel führten.
|                            | Ort                         | Kilometer | Länge (km) | Höhe (m) | Ø Steigung | max. Steigung |
| -------------------------- | --------------------------- | --------- | ---------- | -------- | ---------- | ------------- |
| neutraler Start            | Diamante                    | −6        |            |          |            |               |
| offizieller Start          | Cirella                     | 0         |            |          |            |               |
| Bergwertung (3. Kategorie) | Passo Colla                 | 45,6      | 9,3        | 594      | 4,5 %      | 12 %          |
| Bergwertung (1. Kategorie) | Monte Sirino                | 90,1      | 24,4       | 1402     | 3,8 %      | 12 %          |
| Zwischensprint             | Viggiano                    | 126       |            |          |            |               |
| Bergwertung (2. Kategorie) | Montagna Grande di Viggiano | 135,6     | 6,6        | 1405     | 9,1 %      | 15 %          |
| Bergwertung (3. Kategorie) | La Sellata                  | 172,2     | 7,8        | 1255     | 5,9 %      | 12 %          |
| Zwischensprint             | Potenza (Zentrum)           | 189       |            |          |            |               |
| Ziel                       | Potenza                     | 196       |            |          |            |               |

## Rennverlauf und Ergebnis
Michael Mørkøv (Quick-Step Alpha Vinyl Team) ging bei der 7. Etappe krankheitsbedingt nicht an den Start und somit nahmen noch 171 Fahrer das Rennen in Angriff. Auf den ersten 35 flachen Kilometern, bildete sich keine Ausreißergruppe, da sich die Fahrer mit mehreren Attacken immer wieder neutralisierten. Im Anstieg des Passo Colla (3. Kategorie), konnte sich Wout Poels (Bahrain Victorious) erfolgreich vom Hauptfeld lösen. Während im Peloton weitere Angriffe von Fahrern erfolgten, erreichte der Niederländer die Bergwertung mit einem Vorsprung von rund einer halben Minute. Dahinter folgten Davide Formolo (UAE Team Emirates) und Anthony Perez (Cofidis), die eine kleine Lücke zum Hauptfeld herausgefahren hatten. In der teils nebligen Abfahrt schloss das Duo zu Wout Poels auf und wenig später stießen mit Fabio Felline (Astana Qazaqstan Team) und Vincenzo Albanese (Eolo-Kometa Cycling Team) zwei weitere Fahrer dazu. Der Vorsprung der Spitzengruppe, blieb jedoch bei nur wenigen Sekunden und so schafften es weitere Fahrer in der Abfahrt zur Spitzengruppe aufzuschließen.
140 Kilometer vor dem Ziel setzte sich auch Richard Carapaz gemeinsam mit seinem Teamkollegen Jhonatan Narváez (Ineos Grenadiers) und Mathieu van der Poel (Alpecin-Fenix) kurzzeitig vom Hauptfeld ab. Das Trio konnte jedoch nicht zur Spitze des Rennens aufschließen, da Davide Formolo im folgenden Anstieg, dem Monte Sirino (1. Kategorie), das Tempo erhöhte. Während die ursprüngliche Ausreißergruppe eingeholt wurde, setzte sich der Italiener gemeinsam mit Jorge Arcas (Movistar Team) von den restlichen Fahrern ab. Im Hauptfeld blieb es weiter unruhig und Lennard Kämna (Bora-hansgrohe) versuchte im Anstieg zu den beiden Führenden aufzuschließen. Der Gesamtführende Juan Pedro López (Trek-Segafredo) ließ seinen ersten Verfolger im Gesamtklassement jedoch nicht ziehen. Nachdem Jorge Arcas dem Tempo in der Spitzengruppe nicht mehr folgen konnte und zurückfiel, schlossen Koen Bouwman, Tom Dumoulin (beide Jumbo-Visma), Bauke Mollema (Trek-Segafredo), Wout Poels (Bahrain Victorious), Davide Villella (Cofidis) und Diego Camargo (EF Education-EasyPost) zu Davide Formolo auf und bildeten nach 74 gefahrenen Kilometern die Fluchtgruppe des Tages. Im Hauptfeld kehrte allmählich Ruhe ein und die Spitzengruppe überquerte die Kuppe des Monte Sirino mit einem Vorsprung von rund fünf Minuten. Im Sprint um die Bergwertung setzte sich Koen Bouwman vor Wout Poels, Bauke Mollema und Davide Formolo durch.
Im weiteren Rennverlauf stabilisierte sich die Rennsituation. Trek-Segafredo, das Team um den Träger des Rosa Trikot, übernahm die Führungsarbeit, um den Vorsprung der Fluchtgruppe nicht zu groß werden zu lassen. Mit einem Rückstand von etwa fünfeinhalb Minuten war Koen Bouwman der bestplatzierte Fahrer in der Ausreißergruppe. Dieser holte sich nach der ersten zweiten Bergwertung auch die erste Zwischensprintwertung und war kurzzeitig der virtuelle Gesamtführende. Kurz darauf folgte mit dem Montagna Grande di Viggiano (2. Kategorie) der anspruchsvollste Anstieg des Tages. Hier fiel zuerst Wout Poel und später auch Davide Villella aufgrund eines technischen Defekts zurück. Der Italiener konnte jedoch in der anschließenden Abfahrt wieder zur Spitze des Rennens aufschließen. Die Bergwertung sicherte sich erneut Koen Bouwman, der somit das blaue Trikot von Lennard Kämna übernahm. Die Plätze zwei und drei gingen an Davide Formolo und Bauke Mollema.
Rund 40 Kilometer vor dem Ziel, versuchten die Jumbo-Visma Fahrer ihre zahlenmäßige Überlegenheit in der Spitzengruppe auszunutzen. Koen Bouwman versuchte sich zweimal von seinen Gefährten zu lösen, was ihm jedoch nicht gelang. Die Gruppe erreichte 31,5 Kilometer vor dem Ziel geschlossen den letzten kategorisierten Anstieg von La Sellata (3. Kategorie). Auf den ersten Kilometern des Anstiegs fielen Diego Camargo und Davide Villella zurück. Sowohl Tom Dumoulin als auch Davide Formolo und Bauke Mollema versuchten sich im Anstieg abzusetzen. Das Trio blieb jedoch zusammen und kurz vor der Bergwertung konnte auch Koen Bouwman wieder zu dem Trio aufschließen, nachdem er kurzzeitig den Anschluss verloren hatte. Im Sprint um die Bergwertung setzte sich der Niederländer erneut gegenüber Davide Formolo durch und baute somit seinen Vorsprung in der Bergwertung weiter aus. Im Hauptfeld hatten inzwischen die Ineos Grenadiers das Tempo übernommen und der Vorsprung war 23,8 Kilometer vor dem Ziel auf rund dreieinhalb Minuten geschmolzen.
Die letzte Schwierigkeit des Tages stellte die Auffahrt ins Zentrum von Potenza dar, die rund 10 Kilometer vor dem Ziel begann. Auf der kurzen aber teils steilen Straße griff Bauke Mollma zweimal an. Zwar musste Tom Dumoulin beide Male abreisen lassen, doch da sich die drei Führenden nicht einig waren, konnte er in beiden Fällen wieder aufschließen und hielt das Tempo auf der anschließenden flachen Passage für seinen Teamkollegen Koen Bouwman hoch. Die Bonussekunden beim zweiten Zwischensprint, der sich am Ende der Steigung von Potenza befand, gingen an Bauke Mollema vor Koen Bouwman und Davide Formolo.
Den abschließenden Zielsprint fuhr Tom Dumoulin für Koen Bouwman an, der den Sprint etwa 250 Meter vor dem Ziel auf der ansteigenden Zielgerade eröffnete. Innerhalb von wenigen Metern fuhr der Niederländer eine Lücke auf seine Kontrahenten heraus und gewann souverän seine erste Etappe beim Giro d’Italia. Dahinter belegten Bauke Mollema, Davide Formolo und Tom Dumoulin die weiteren Plätze. Das Hauptfeld erreichte das Ziel mit einem Rückstand von knapp drei Minuten, wobei keiner der Gesamtklassement-Fahrer Zeit im Kampf um Rosa verlor. Juan Pedro López verteidigte seine Führung in der Gesamt- und Nachwuchswertung, während Lennard Kämna das Bergwertungstrikot an den Etappensieger Koen Bouwman abgeben musste. Arnaud Démare erreichte das Ziel im vorgegebenen Zeitlimit und behielt das violette Trikot. Mit Sergio Samitier (Movistar Team), Samuele Zoccarato (Bardiani CSF Faizanè) und Owain Doull (EF Education-EasyPost) kamen drei Fahrer nicht in Potenza an und verließen somit die Rundfahrt.
| \| Etappenergebnis \| Etappenergebnis \| Etappenergebnis \| Etappenergebnis \| Etappenergebnis \| \| Fahrer \| Fahrer \| Land \| Team \| Zeit \| \| --------------- \| ------------------ \| --------------- \| ----------------- \| --------------- \| \| 1. \| Koen Bouwman \| Niederlande \| Jumbo-Visma \| 5 h 12 min 30 s \| \| 2. \| Bauke Mollema \| Niederlande \| Trek-Segafredo \| + 2 s \| \| 3. \| Davide Formolo \| Italien \| UAE Team Emirates \| + 2 s \| \| 4. \| Tom Dumoulin \| Niederlande \| Jumbo-Visma \| + 19 s \| \| 5. \| Davide Villella \| Italien \| Cofidis \| + 2 min 25 s \| \| 6. \| Lennard Kämna \| Deutschland \| Bora-Hansgrohe \| + 2 min 59 s \| \| 7. \| Vincenzo Albanese \| Italien \| Eolo-Kometa \| + 2 min 59 s \| \| 8. \| João Almeida \| Portugal \| UAE Team Emirates \| + 2 min 59 s \| \| 9. \| Alejandro Valverde \| Spanien \| Movistar Team \| + 2 min 59 s \| \| 10. \| Richard Carapaz \| Ecuador \| Ineos Grenadiers \| + 2 min 59 s \| |                    |             |                   |                 |
| |                    |             |                   |                 |
| Quelle: ProCyclingStats |                    |             |                   |                 |
| Etappenergebnis |                    |             |                   |                 |
| Fahrer | Fahrer             | Land        | Team              | Zeit            |
| 1. | Koen Bouwman       | Niederlande | Jumbo-Visma       | 5 h 12 min 30 s |
| 2. | Bauke Mollema      | Niederlande | Trek-Segafredo    | + 2 s           |
| 3. | Davide Formolo     | Italien     | UAE Team Emirates | + 2 s           |
| 4. | Tom Dumoulin       | Niederlande | Jumbo-Visma       | + 19 s          |
| 5. | Davide Villella    | Italien     | Cofidis           | + 2 min 25 s    |
| 6. | Lennard Kämna      | Deutschland | Bora-Hansgrohe    | + 2 min 59 s    |
| 7. | Vincenzo Albanese  | Italien     | Eolo-Kometa       | + 2 min 59 s    |
| 8. | João Almeida       | Portugal    | UAE Team Emirates | + 2 min 59 s    |
| 9. | Alejandro Valverde | Spanien     | Movistar Team     | + 2 min 59 s    |
| 10. | Richard Carapaz    | Ecuador     | Ineos Grenadiers  | + 2 min 59 s    |

## Gesamtstände
| \| Gesamtwertung \| Gesamtwertung \| Gesamtwertung \| Gesamtwertung \| Gesamtwertung \| \| Fahrer \| Fahrer \| Land \| Team \| Zeit \| \| ------------- \| ----------------- \| ---------------------- \| ---------------------------------- \| ---------------- \| \| 1. \| Juan Pedro López \| Spanien \| Trek-Segafredo \| 28 h 39 min 05 s \| \| 2. \| Lennard Kämna \| Deutschland \| Bora-Hansgrohe \| + 38 s \| \| 3. \| Rein Taaramäe \| Estland \| Intermarché-Wanty-Gobert Matériaux \| + 58 s \| \| 4. \| Simon Yates \| Vereinigtes Königreich \| Team BikeExchange-Jayco \| + 1 min 42 s \| \| 5. \| Mauri Vansevenant \| Belgien \| Quick-Step Alpha Vinyl \| + 1 min 47 s \| \| 6. \| Wilco Kelderman \| Niederlande \| Bora-Hansgrohe \| + 1 min 55 s \| \| 7. \| João Almeida \| Portugal \| UAE Team Emirates \| + 1 min 58 s \| \| 8. \| Pello Bilbao \| Spanien \| Bahrain Victorious \| + 2 min 00 s \| \| 9. \| Richie Porte \| Australien \| Ineos Grenadiers \| + 2 min 04 s \| \| 10. \| Romain Bardet \| Frankreich \| Team DSM \| + 2 min 06 s \| |                   |                        |                                    |                  |
| |                   |                        |                                    |                  |
| Quelle: ProCyclingStats |                   |                        |                                    |                  |
| Gesamtwertung |                   |                        |                                    |                  |
| Fahrer | Fahrer            | Land                   | Team                               | Zeit             |
| 1. | Juan Pedro López  | Spanien                | Trek-Segafredo                     | 28 h 39 min 05 s |
| 2. | Lennard Kämna     | Deutschland            | Bora-Hansgrohe                     | + 38 s           |
| 3. | Rein Taaramäe     | Estland                | Intermarché-Wanty-Gobert Matériaux | + 58 s           |
| 4. | Simon Yates       | Vereinigtes Königreich | Team BikeExchange-Jayco            | + 1 min 42 s     |
| 5. | Mauri Vansevenant | Belgien                | Quick-Step Alpha Vinyl             | + 1 min 47 s     |
| 6. | Wilco Kelderman   | Niederlande            | Bora-Hansgrohe                     | + 1 min 55 s     |
| 7. | João Almeida      | Portugal               | UAE Team Emirates                  | + 1 min 58 s     |
| 8. | Pello Bilbao      | Spanien                | Bahrain Victorious                 | + 2 min 00 s     |
| 9. | Richie Porte      | Australien             | Ineos Grenadiers                   | + 2 min 04 s     |
| 10. | Romain Bardet     | Frankreich             | Team DSM                           | + 2 min 06 s     |

| Punktewertung | Punktewertung        | Punktewertung          | Punktewertung                      | Punktewertung |
| Fahrer        | Fahrer               | Land                   | Team                               | Punkte        |
| ------------- | -------------------- | ---------------------- | ---------------------------------- | ------------- |
| 1.            | Arnaud Démare        | Frankreich             | Groupama-FDJ                       | 147 P.        |
| 2.            | Biniam Girmay        | Eritrea                | Intermarché-Wanty-Gobert Matériaux | 94 P.         |
| 3.            | Mark Cavendish       | Vereinigtes Königreich | Quick-Step Alpha Vinyl             | 78 P.         |
| 4.            | Mathieu van der Poel | Niederlande            | Alpecin-Fenix                      | 62 P.         |
| 5.            | Fernando Gaviria     | Kolumbien              | UAE Team Emirates                  | 54 P.         |
| 6.            | Giacomo Nizzolo      | Italien                | Israel-Premier Tech                | 54 P.         |
| 7.            | Filippo Tagliani     | Italien                | Drone Hopper-Androni Giocattoli    | 45 P.         |
| 8.            | Caleb Ewan           | Australien             | Lotto-Soudal                       | 43 P.         |
| 9.            | Phil Bauhaus         | Deutschland            | Bahrain Victorious                 | 30 P.         |
| 10.           | Koen Bouwman         | Niederlande            | Jumbo-Visma                        | 27 P.         |

| Bergwertung | Bergwertung      | Bergwertung | Bergwertung                        | Bergwertung |
| Fahrer      | Fahrer           | Land        | Team                               | Punkte      |
| ----------- | ---------------- | ----------- | ---------------------------------- | ----------- |
| 1.          | Koen Bouwman     | Niederlande | Jumbo-Visma                        | 68 P.       |
| 2.          | Lennard Kämna    | Deutschland | Bora-Hansgrohe                     | 43 P.       |
| 3.          | Wout Poels       | Niederlande | Bahrain Victorious                 | 27 P.       |
| 4.          | Davide Formolo   | Italien     | UAE Team Emirates                  | 25 P.       |
| 5.          | Bauke Mollema    | Niederlande | Trek-Segafredo                     | 20 P.       |
| 6.          | Mirco Maestri    | Italien     | Eolo-Kometa                        | 18 P.       |
| 7.          | Juan Pedro López | Spanien     | Trek-Segafredo                     | 18 P.       |
| 8.          | Rein Taaramäe    | Estland     | Intermarché-Wanty-Gobert Matériaux | 12 P.       |
| 9.          | Tom Dumoulin     | Niederlande | Jumbo-Visma                        | 11 P.       |
| 10.         | Sylvain Moniquet | Belgien     | Lotto-Soudal                       | 9 P.        |

| Nachwuchswertung | Nachwuchswertung  | Nachwuchswertung | Nachwuchswertung       | Nachwuchswertung |
| Fahrer           | Fahrer            | Land             | Team                   | Zeit             |
| ---------------- | ----------------- | ---------------- | ---------------------- | ---------------- |
| 1.               | Juan Pedro López  | Spanien          | Trek-Segafredo         | 28 h 39 min 05 s |
| 2.               | Mauri Vansevenant | Belgien          | Quick-Step Alpha Vinyl | + 1 min 47 s     |
| 3.               | João Almeida      | Portugal         | UAE Team Emirates      | + 1 min 58 s     |
| 4.               | Thymen Arensman   | Niederlande      | Team DSM               | + 2 min 15 s     |
| 5.               | Santiago Buitrago | Kolumbien        | Bahrain Victorious     | + 2 min 18 s     |
| 6.               | Iván Sosa         | Kolumbien        | Movistar Team          | + 3 min 05 s     |
| 7.               | Pavel Sivakov     | Frankreich       | Ineos Grenadiers       | + 3 min 14 s     |
| 8.               | Tobias Foss       | Norwegen         | Jumbo-Visma            | + 4 min 14 s     |
| 9.               | Gijs Leemreize    | Niederlande      | Jumbo-Visma            | + 5 min 19 s     |
| 10.              | Felix Gall        | Österreich       | AG2R Citroën Team      | + 6 min 48 s     |

| Mannschaftswertung | Mannschaftswertung                 | Mannschaftswertung     | Mannschaftswertung |
| Team               | Team                               | Land                   | Zeit               |
| ------------------ | ---------------------------------- | ---------------------- | ------------------ |
| 1.                 | Trek-Segafredo                     | Vereinigte Staaten     | 86 h 00 min 38 s   |
| 2.                 | Bora-Hansgrohe                     | Deutschland            | + 10 s             |
| 3.                 | Jumbo-Visma                        | Niederlande            | + 1 min 10 s       |
| 4.                 | Intermarché-Wanty-Gobert Matériaux | Belgien                | + 2 min 27 s       |
| 5.                 | Bahrain Victorious                 | Bahrain                | + 3 min 13 s       |
| 6.                 | Ineos Grenadiers                   | Vereinigtes Königreich | + 3 min 31 s       |
| 7.                 | BikeExchange-Jayco                 | Australien             | + 3 min 36 s       |
| 8.                 | Movistar Team                      | Spanien                | + 9 min 47 s       |
| 9.                 | Astana Qazaqstan Team              | Kasachstan             | + 9 min 53 s       |
| 10.                | Team DSM                           | Niederlande            | + 10 min 36 s      |

## Ausgeschiedene Fahrer
- Michael Mørkøv (Quick-Step Alpha Vinyl Team): wegen Fieber nicht gestartet
- Owain Doull (EF Education-EasyPost): während der Etappe aufgegeben
- Sergio Samitier (Movistar Team): während der Etappe aufgegeben
- Samuele Zoccarato (Bardiani CSF Faizanè): während der Etappe aufgegeben[4]